# The 8 Show
《The 8 Show》(한국어: 더 에이트 쇼)는 넷플릭스에서 2024년 5월 17일 공개된 대한민국의 스릴러, 블랙 코미디 드라마이다.

## 작품 소개
8명의 인물이 8층으로 나뉜 비밀스런 공간에 갇혀 ‘시간이 쌓이면 돈을 버는’ 달콤하지만 위험한 쇼에 참가하면서 벌어지는 이야기

## 제작진

### 연출
- 한재림 : ( 영화 《트레이스》(감독), 영화 《P.O.L》(음악), 영화 《내츄럴 시티》(각색&연출부), 영화 《연애의 목적》(각본&감독), 영화 《우아한 세계》(각본&감독), 영화 《연애의 온도》(기획&제작), 영화 《관상》(각색&감독), 영화 《특종: 량첸살인기》(기획&제작), 영화 《춘천, 거기》(제작), 영화 《더 킹》(각본&감독&기획&제작), 영화 《비상선언》(각본&감독&제작&기획&편집) 등 연출 )

### 극본
- 한재림

- 이현지

- 송수린

## 등장 인물
- 배성우 : 노상국 역 (1층)
- 이주영 : 춘자 역 (2층)
- 류준열 : 배진수 역 (3층)
- 이열음 : 김양 역 (4층)
- 문정희 : 문정 역 (5층)
- 박해준 : 태석 역 (6층)
- 박정민 : 유필립 역 (7층)
- 천우희 : 송세라 역 (8층)